# Архиепархия Гуйяна
 Архиепархия Гуйяна  (лат. Archidioecesis Coeiiamensis) — архиепархия Римско-Католической церкви с центром в городе Гуйян, Китай. В митрополию Гуйяна входит епархия Наньлуна. Кафедральным собором архиепархии Гуйяна является церковь святого Иосифа.

## История
15 октября 1696 года Римский папа Иннокентий XII выпустил бреве E sublimi Sedis, которой учредил апостольский викариат Гуйчжоу, выделив его из епархии Нанкина. В 1715 году апостольский викариат Гуйчжоу был объединён с апостольским викариатом Чэнду (сегодня — Епархия Чэнду).
27 марта 1846 года апостольский викариат Гуйчжоу был вновь воссоздан бреве Ex debito Римского папы Григория XVI.
13 декабря 1924 года апостольский викариат Гуйчжоу был переименован в апостольский викариат Гуйяна.
В 1922, 1932 годах апостольский викариат Гуйяна передал часть своей территории новым церковным структурам апостольскому викариату Наньлуна (сегодня — Епархия Аньлуна) и миссии Sui iuris Шицяня (сегодня — Апостольская префектура Шицяня).
11 апреля 1946 года Римский папа Пий XII издал буллу Quotidie Nos, которой преобразовал апостольский викариат Гуйяна в епархию.

## Ординарии епархии
- епископ Etienne-Raymond Albrand (13.08.1846 — 22.04.1853)
- епископ Louis-Simon Faurie (1853 — 21.06.1871)
- епископ François-Eugène Lions (22.12.1871 — 24.04.1893)
- епископ François-Mathurin Guichard (24.04.1893 — 21.10.1913)
- епископ François-Lazare Seguin (21.10.1913 — 11.09.1942)
- епископ Jean Larrart (13.09.1942 — 14.07.1966)
  - Sede vacante

## Источник
- Annuario Pontificio, Libreria Editrice Vaticana, Città del Vaticano, 2003, ISBN 88-209-7422-3
- Бреве E sublimi Sedis, Raffaele de Martinis, Iuris pontificii de propaganda fide. Pars prima, II, Romae 1889, стр. 158  (лат.)
- Бреве Ex debito, Raffaele de Martinis, Iuris pontificii de propaganda fide. Pars prima, V, Romae 1893, стр. 358—359  (лат.)
- Булла Quotidie Nos Архивная копия от 27 марта 2010 на Wayback Machine, AAS 38 (1946), стр. 301  (лат.)